# Parroquia Urbana Candelaria
La Parroquia Urbana Candelaria es una de las 23 parroquias urbanas de la ciudad de Valencia en Venezuela y una de las 38 parroquias civiles que integran al Estado Carabobo. Tiene una superficie de 82 km². Esta situada en el casco de la ciudad de Valencia. 

## Límites
Se localiza entre las coordenadas geográficas 67' 50' 14" de longitud oeste y 09" 57' 16" de latitud norte. Sus límites son: 
- Norte: con la Parroquia Urbana El Socorro, por la calle Comercio.
- Sur: con la Parroquia Urbana Miguel Peña por la calle Plaza y avenida 112 hasta encontrar el cerro Guacamaya.
- Este: con la Parroquia Urbana Santa Rosa por la avenida Bolívar Sur y Constitución.
- Oeste: con la Parroquia Urbana Miguel Peña por el cerro Guacamaya.

## Fundación
La parroquia civil fue creada el 20 de noviembre de 1848 por mandato de la Diputación Provincial. Para el año 1800, el sector de La Candelaria constituía prácticamente el centro de la ciudad, extendiéndose hacia el suroeste, en dirección al Hospital Civil y El Calvario. Esta zona era conocida como Pueblo Nuevo, junto con el sector denominado Palotal. 
El área donde se ubicaba el antiguo Hospital Civil —entre la avenida Aranzazu, la calle Padre Alfonso, la calle Cantaura y la calle Silva— era conocida como Los Corrales, ya que allí se encerraba el ganado destinado al sacrificio para el consumo de la población (Saturno Guerra, Recado Histórico sobre Valencia, p. 72).
En la actualidad, la parroquia está conformada por barrios (asentamientos irregulares), urbanizaciones y dos sectores residenciales.
Barrios, sectores industriales y urbanizaciones:
- Barrio Atlas
- Barrio Central
- Barrio El Calvario

- Barrio El Candelero
- Barrio La Candelaria
- Barrio La Guacamaya
- Barrio Los Aguacates
- Centro Candelaria
- Sector El Candelero
- Sector La Candelaria
- Sector Residencial Flor de Mayo
- Sector Residencial Palo Negro
- Urbanización La Guacamaya I Etapa
- Urbanización La Guacamaya II Etapa
- Urbanización La Guacamaya III Etapa
- Urbanización Palo Negro
- Zona Industrial La Guacamaya

## Servicios públicos
La parroquia cuenta con servicios educacionales en los niveles de educación pre-escolar, básica y secundaría en planteles públicos y privados. Los servicios de luz, agua, teléfono, correos y aseo domiciliario están bien servidos por las compañías que se encargan de estos servicios en la ciudad, debido a que el territorio de la parroquia constituye parte del casco de la ciudad de Valencia. 
Los servicios asistenciales son pequeños consultorios y clínicas privadas. La actividad económica está constituida por comercios, oficinas y talleres variados.
- Datos: Q2936239